# جبل الأربعين (أريحا)

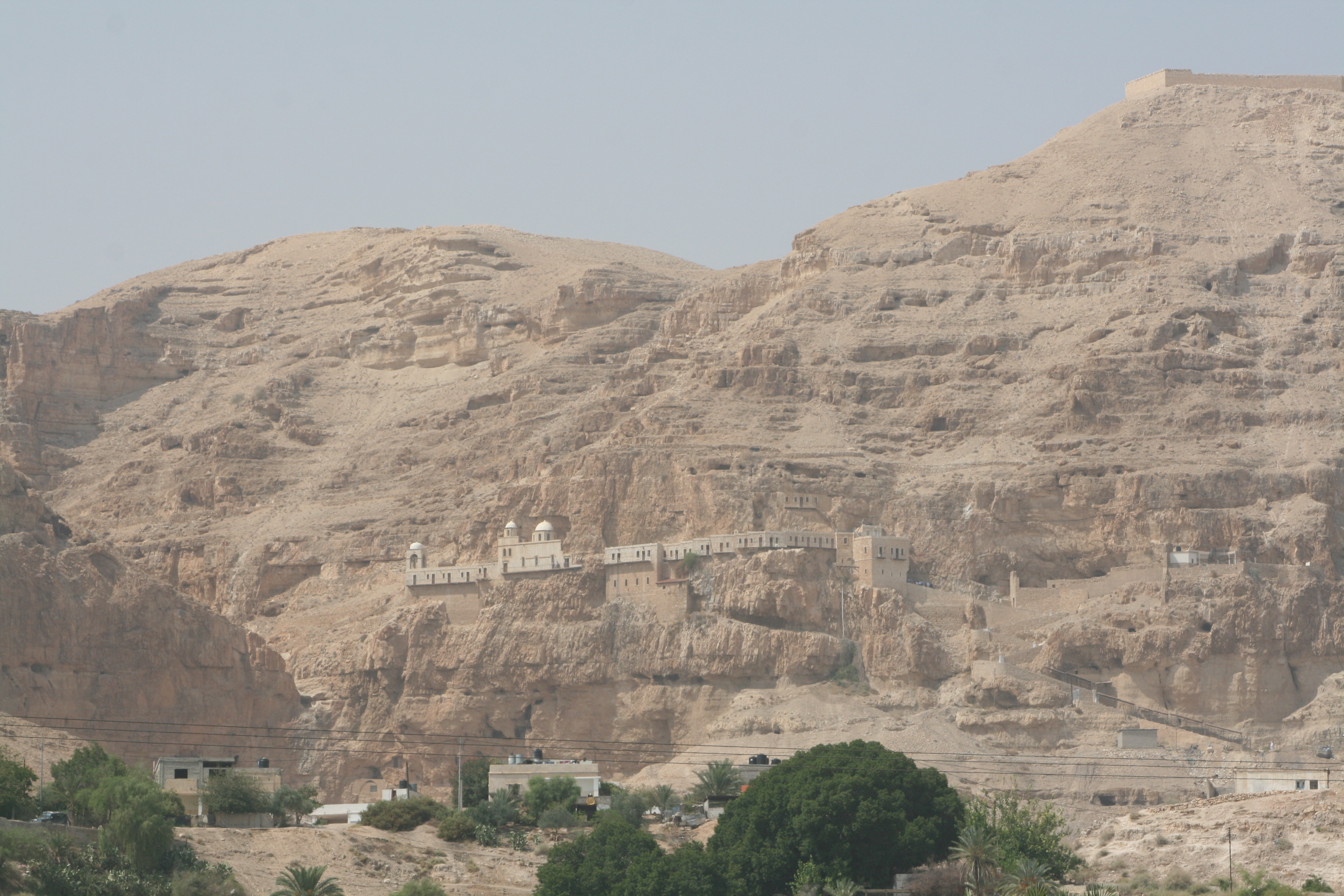
جبل الأربعين.

جبل الأربعين هو جبل يقع في مدينة أريحا وفيه العديد من المعالم الأثرية كالكهوف والغرف الصغيرة المنحوتة في الصخر التي كان يلجأ إليها الرهبان ودير قرنطل، واسمه مشتق من الكلمة اللاتينية كوارنتينا (Quarentena) وتعني أربعين، وله تسميات عديدة وفقًا للحقبة التاريخية التي مر بها كجبل التجربة أو جبل قرنطل، ففي القرن الرابع الميلادي كان يسمى جبل الأربعين نسبةً للغار الذي يوجد فيه واسمه غار الأربعين حيث لجأ له أربعين قديسًا من مدينة أريحا هربًا من بطش الإمبراطور البيزنطي «يوليانس» الذي اعتلى عرش السلطة وكان وثنيًا فأخذ يُلاحق المسيحيين في بلاده وكانت أريحا تابعة له آنذاك، وقضى الأربعون قديسًا في هذا الغار فسمي جبل الأربعين نسبةً لهم وتحولت التسمية في القرن الخامس الميلادي إلى جبل بني عليم، القبيلة العربية التي استوطنت هذا الجبل وكان لها دور بارز في الحروب الصليبية وأما تسميته بجبل السماق التي ذكرها ياقوت الحموي في كتابه معجم البلدان جاءت من كثرة شجر السماق الذي ينمو فيه بشكل طبيعي، وبقي هذا الغار ملجأ للعباد بعد أن بني عليه مسجد سمي باسمه في ظل الدولة الإسلامية وأخيرًا ظل محافظ على التسمية الأولى جبل الأربعين.

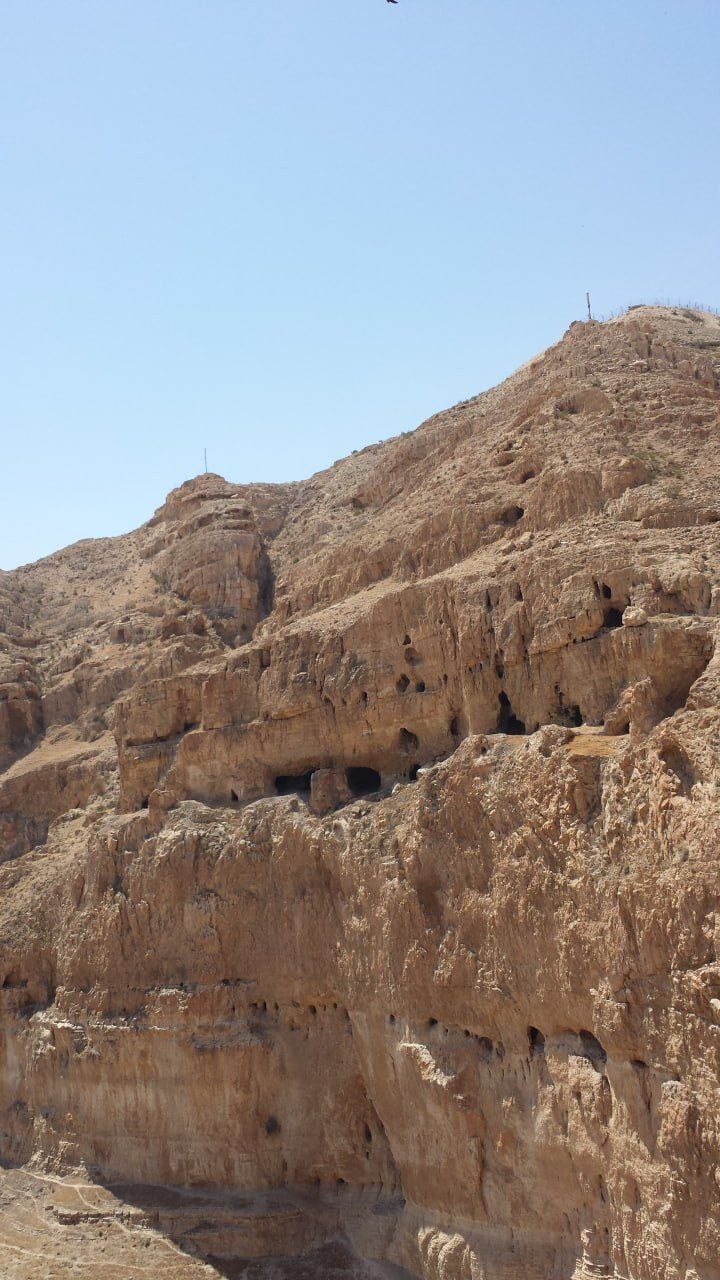
عدة كهوف في جبل الأربعين في أريحا

## الموقع الجغرافي والمواصفات

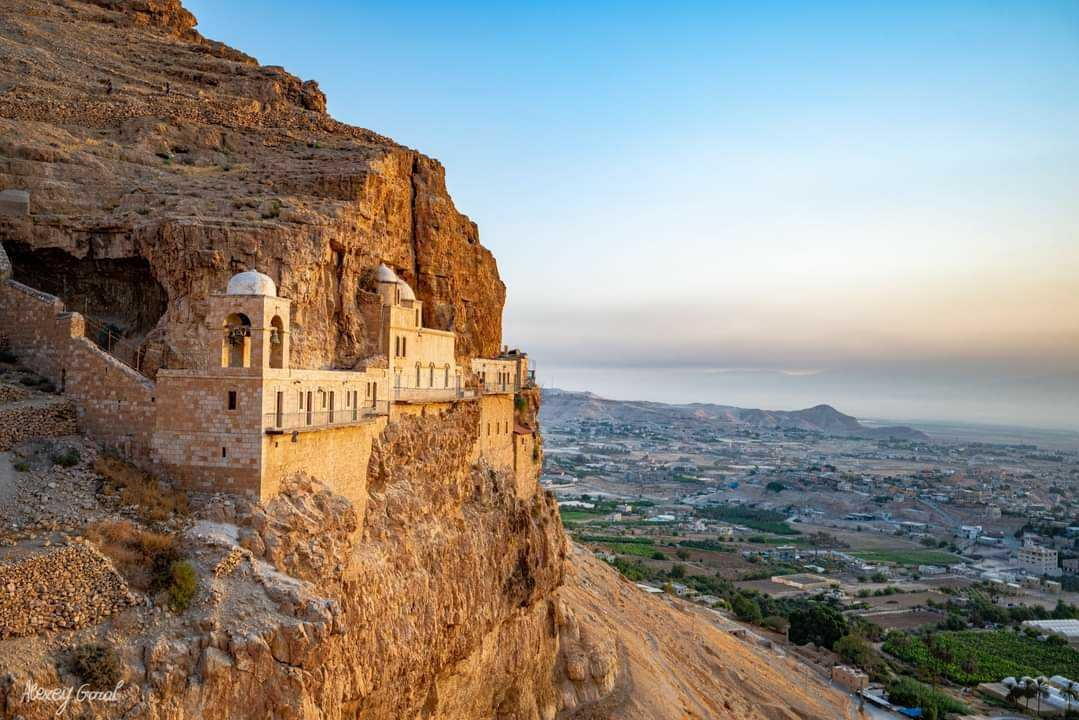
دير القرنطل: معلم ديني بارز على منحدرات جبل الأربعين في أريحا، فلسطين

يقع الجبل على بعد حوالي 5 كيلومترات شمال غرب مدينة أريحا في الضفة الغربية، و ترتفع قمته حوالي 360 متر فوق مستوى سطح البحر، ويكسوه غطاء نباتي مُتميز ومُتنوع من أشجار السماق والكرز والمحلب والكرمة إضافة إلى أشجار الزيتون التي تُعتبر الرئة الطبيعية للمنطقة، ويوجد فيه دير قرنطل.
وله إطلالة بانورامية رائعة على وادي الأردن والبحر الميت وجبال موآب وجلعاد، ويمكن الوصول إلى القمة عبر رحلة مدتها 30 دقيقة في مسار شديد الانحدار مروراً بدير قرنطل المنحدر في الطريق والمتحدي للجاذبية أو بركوب التلفريك لمدة 5 دقائق من تل أريحا.

## السياحة

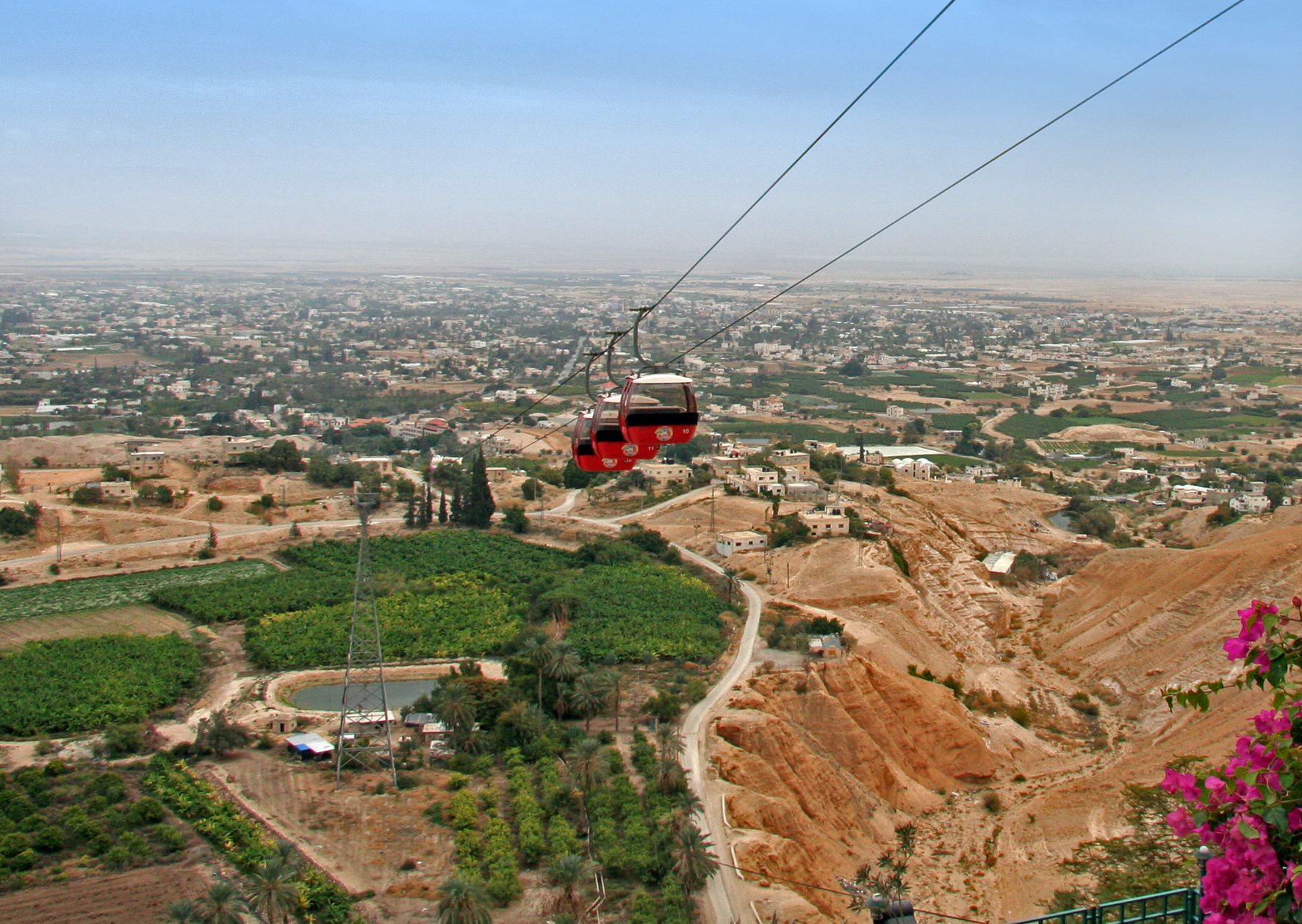
التلفريك السياحي على الجبل.

ومما زاد من إقبال السياح العرب والأجانب على ارتياد هذا الموقع شوارعه الواسعة المخدمة بكل وسائل الإنارة ومياه الشرب والنظافة التي وصلت إلى مستوى مُتميز. كما أن الجبل يحوي على العديد من المقاصف والمطاعم التي تقدم لزوارها أشهى المأكولات الشرقية إضافة للاستراحات الشعبية التي تنتشر على سفوح الجبل والتي تعود ملكيتها للقطاع الخاص.

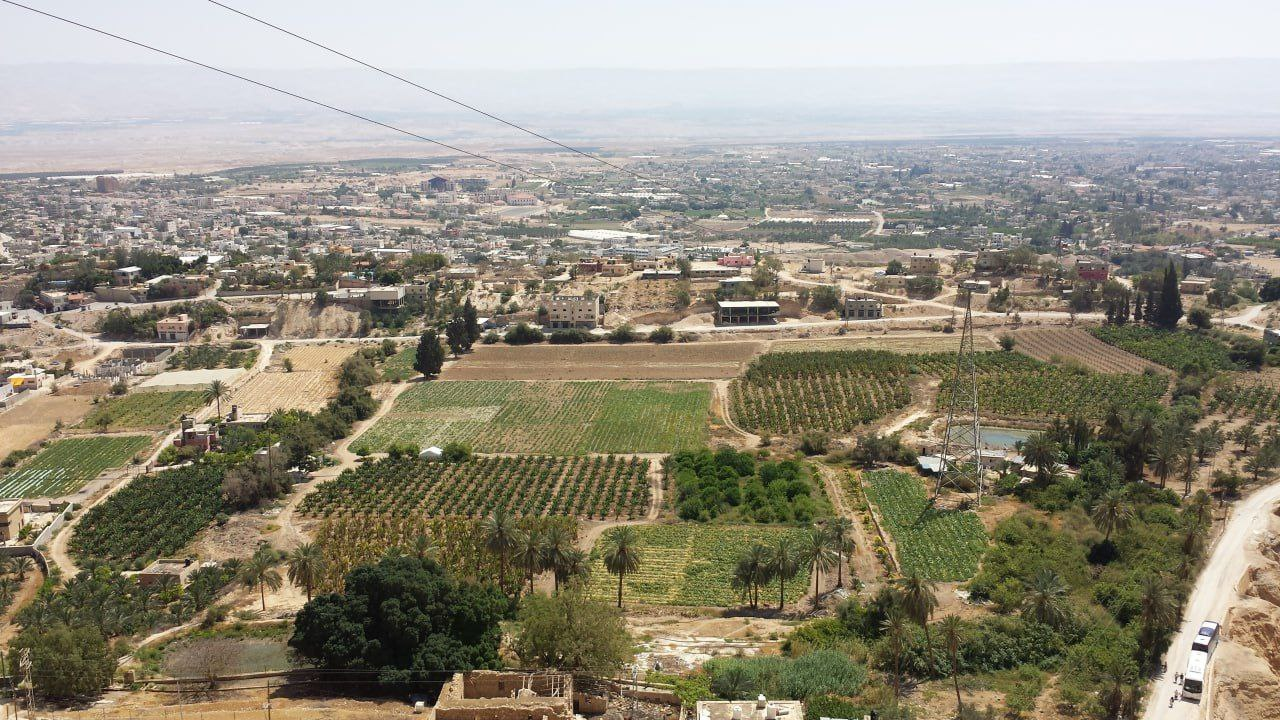
صورة لمدينة أريحا كما تظهر من جبل الأربعين

كما يحتوي الجبل على العديد من المحلات التجارية المتخصصة بالسياحة والتي تشكل حركة تجارية كبيرة وتقدم العديد من الخدمات للسياح وتعود بالفائدة الاقتصادية على أريحا. كما أشار أحد أصحاب هذه المحلات «أن الحركة السياحية لا تتوقف على مدار العام وتنشط بشكل كبير من بداية الربيع حتى أواخر الخريف، وهناك العديد من النزلاء الذين يرتادونه من أماكن عديدة».